# Aequorea victoria
La medusa de  cristal (Aequorea victoria) es una medusa bioluminiscente del orden Hydroida, de las costas occidentales de Norteamérica.
Esta medusa es capaz de producir flashes de luz azul por un rápido desarrollo químico de Ca2+ interactuando con la fotoproteína aequorina. Esa luz producida es transducida a verde por la ahora famosa proteína verde fluorescente (GFP). Ambas aecuorina y la GFP son importantes herramientas de los estudios biológicos. Aequorea victoria es una medusa estacional. Desaparecen completamente del agua en otoño. Solamente pequeñas colonias de pólipos permanecen en el piso marino. En primavera, reaparecen y arrancan el ciclo otra vez. Se encuentran en aguas abiertas de la costa de Norteamérica, desde California central hasta Vancouver.
Shimomura y Johnson, en 1961, aislaron la proteína aecuorina, y su pequeña molécula cofactor, coelenterazina, de un gran número de Aequorea en los Laboratorios Friday Harbor. Descubrieron, después de haber inicialmente encontrado luminiscencia al agregar agua de mar a una muestra purificada, donde se necesitaban iones calcio (Ca2+) para activar la bioluminescencia. Este estudio marcó el comienzo de investigación en la proteína verde fluorescente.
Ridgeway y Ashley (1967) microinyectaron aecuorina en fibras musculares simples de percebes, y observaron iones calcio transitorios dependientes de las señales durante la contracción muscular.